# Ruby Levick

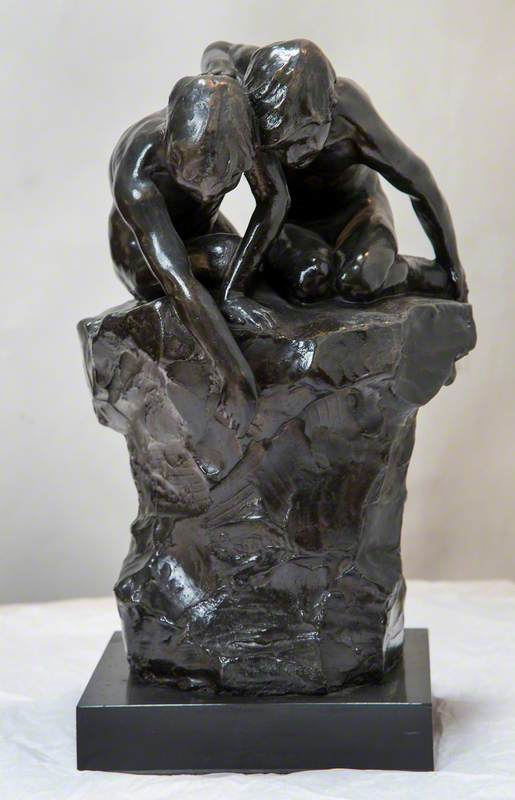
Ruby Winifred Levick: Boys Fishing, 1900. Glasgow Life Museums

Ruby Winifred Levick, auch bekannt als Ruby Levick Bailey und als Mrs. Gervase Bailey (* 11. September 1871 in Llandaff, Glamorgan, Wales; † 31. März 1940 in London, England) war eine walisische Bildhauerin und Medailleurin, die für ihre Bronzestatuetten, Porträts und dekorativen Reliefs bekannt ist.

## Leben
Ruby Levick wurde als Tochter des Bauingenieurs George Levick und seiner Frau Jeannie Sowerby geboren. Ihr jüngerer Bruder war der Polarforscher George Murray Levick. Von 1893 bis 1897 studierte sie an der National Art Training School in London (ab 1897 Royal College of Art), wo sie von Édouard Lantéri unterrichtet wurde. Während ihres Studiums erhielt sie mehrere Auszeichnungen, darunter eine Goldmedaille für die Gruppe Boys Wrestling, das British Institution Scholarship for Modelling (1896) und das Princess of Wales Scholarship (1897). 1905 heiratete sie Gervase Bailey und trat fortan unter dem Namen Ruby Levick Bailey auf. Sie stellte ihre Arbeiten regelmäßig aus, unter anderem bei der Royal Academy in London (1894–1919), der Society of Medallists (1898, 1901), der Arts and Crafts Exhibition Society (1899, 1903, 1916), der Walker Art Gallery in Liverpool und dem Ridley Art Club.

## Werk
Ruby Levick spezialisierte sich auf Bronzestatuetten und Gartenskulpturen, die häufig spielende Kinder oder Menschen in Bewegung darstellen. Ihre Werke zeichnen sich durch eine sorgfältige Modellierung und ein feines Gespür für Bewegung aus. Zu ihren bekanntesten Werken zählen:
- Boys Fishing (1900), Glasgow Life Museums
- Fishermen Hauling in a Net (1900), Gipsstatuette
- The Sea Urchin (ca. 1905), Gipsarbeit
- Spring (ca. 1905), farbiges Gipsrelief
- Girl with Flowers (ca. 1905), farbiges Gipsrelief
- Bust of John Dalton (1903), Bronze, Burlington House, London

Ruby Levick schuf auch Werke für Kirchen, darunter Reliefs und ein Retabel für die St. Edmund’s Chapel in Hunstanton sowie Arbeiten für die Kirche St. Brelade auf Jersey.